# Despreniment (paracaigudisme)
En paracaigudisme, el terme despreniment s'utilitza per referir-se a la desconnexió entre el paracaigudes principal i l'arnès-contenidor en el cas d'un malfuncionament del sistema com a preparació per a l'obertura del paracaigudes de reserva. El sistema de triple anell en els paracaigudes permet el ràpid despreniment en un cas d'emergència.
En el paracaigudisme modern, l'arnès té dos contenidors, un per al paracaigudes principal i l'altre per al de reserva. Tots dos contenidors estan construïts sobre la mateixa «motxilla», on la reserva es troba per sobre del principal. En el cas d'un malfuncionament del paracaigudes principal, cal desprendre'l abans d'obrir la reserva per evitar-ne l'embolic. A aquesta acció se l'anomena despreniment.
S'han creat molts tipus de sistemes de despreniment. Entre els més populars hi ha les variacions del Capewell release system i el sistema de triple anell creat l'any 1970 per Bill Booth, del qual diferents variants són actualment les més usades tant en paracaigudisme esportiu com a militar.
El despreniment mitjançant el sistema de triple anells es porta a terme estirant la maneta de despreniment, ubicada a la part dreta de l'arnès. En molt rares ocasions, el paracaigudes principal podria quedar enredat al paracaigudista i caldria usar un ganivet de ganxo per desprendre.